# 寄生
寄生（きせい、英語: parasitism）とは、共生の一種であり、ある生物が他の生物から栄養やサービスを持続的かつ一方的に収奪する場合を指す言葉である。収奪される側は宿主または寄主と呼ばれる。
また、一般用語として「他人の利益に依存するだけで、自分は何もしない存在」や「排除が困難な厄介者」などを指す意味で使われることがある。
「パラサイト・シングル」や経済学上における「寄生地主制」などは前者の例であり、後者の例としては電子回路における「寄生ダイオード」や「寄生容量」といった言葉がある。

## 寄生と共生
寄生は生物間相互作用の一様態であり、共生すなわち「複数種の生物が相互作用を及ぼしつつ同所的に生活する」ことに含まれる。寄生を十分に定義するのは難しい（後述）が、ひとまずは以下の定義が挙げられる。
寄生といわれるのは、生物Aと生物Bがあって、以下のような関係がある場合である。
1. Aが、Bが得た、または当然得るはずの栄養摂取源を取得すること。
2. Aが、Bの体内か体表面、あるいはそれに近い位置にいること。
3. この関係が一定期間続くこと。
4. BはAの存在によってはっきりした不利益を被ること。

こういった関係にある場合、AがBに寄生しているといい、BをAの宿主（しゅくしゅ、やどぬし）または寄主(きしゅ)という。
たとえば、ヒトの腸内でヒトが摂食し、消化した食物を吸収して生活するカイチュウ、髪の毛や衣服に住んで、血液を吸収するシラミなどは、典型的な寄生者である。他方、カやアブは、ヒトの血を吸うが、すぐに離れていき、短時間しか接触を持たないので寄生者ではない。
しかし、判別の困難な例が多々ある。たとえば樹木の葉を食べる毛虫などの食葉性昆虫はこの定義に当てはまってしまうが、通常の植食者と見なされ、寄生者とは呼ばれない。しかし、植物の組織を変形させて虫こぶを形成し、その中に生息して内部組織を摂食する昆虫は寄生者と呼ばれる。

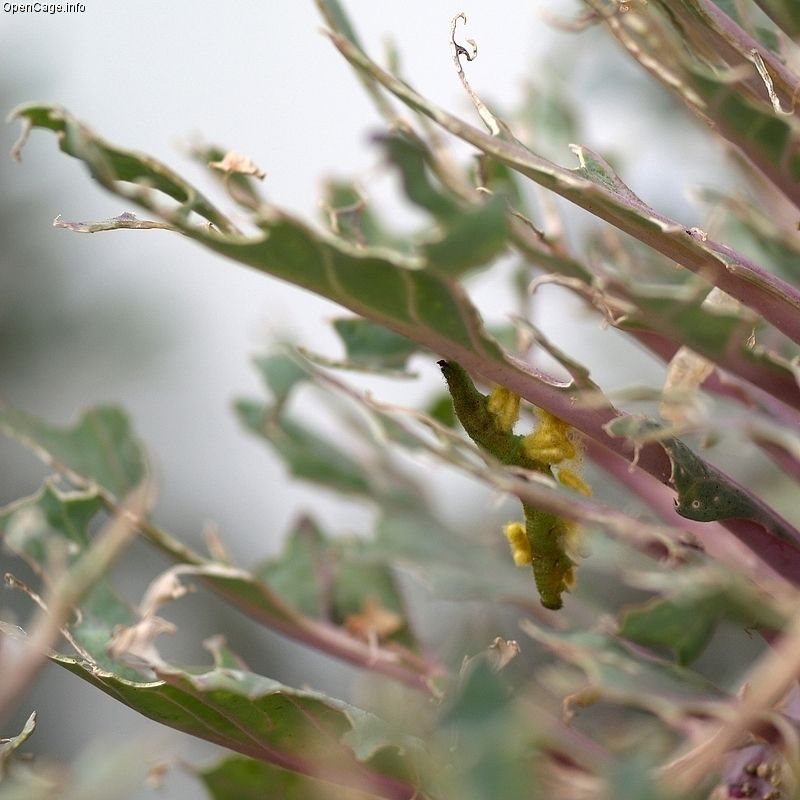
捕食寄生されたモンシロチョウの幼虫

他の昆虫に寄生するハチやハエでは、宿主が成熟するときまでにその体を食い尽くして殺してしまうものが多い。これは捕食の変形と考えられ、捕食寄生という。
また、寄生とは明らかに異なるものも慣用的に寄生と呼ばれることがある。その例の一つが「卵塊への寄生」である。クモやバッタ、カマキリなどは卵塊や卵のうを作るが、ここに潜り込んで卵を食べて成長するものがあり（カマキリモドキ、マメハンミョウなど）、これらも寄生と言われる。しかし、起きていることは単なる卵の捕食である。
寄生生物は体機能の多くを寄生対象に依存する形になるため、特に対象の内部寄生の種では近い仲間の非寄生性種に比べ、植物だと葉も根も欠いたり、動物では付属肢や感覚器、臓器さえ欠くなど体制は大幅に退化的である。フクロムシや五口動物のように当初は門レベルの類縁さえ判然としなかったほど退行的特殊化しているものもあるが、一方では寄生生物が生物体のもつバリア機能をかいくぐるための生理機能や、宿主の体内と外界を行き来する生活環はしばしば複雑に進化している。また宿主にとりつく以前の段階では自由生活の体制である方が有利で、寄生虫には生活環の段階ごとに大規模な変態を行うものが多く、変態の機能が発達していない脊椎動物には内部寄生の事例は知られていない。

## 多様な寄生
一口に寄生と言っても、様々な形態や様式があり、それによって用語も様々である。

### 位置
- 寄生者が宿主の体の表面にいるのを外部寄生という。マダニ、シラミなどがこれにあたる。
- 寄生者が宿主の体内にいる場合を内部寄生と呼ぶ。カイチュウ、肺臓ジストマなどがこれにあたる。
- 寄生者が宿主の細胞内に入っている場合、細胞内寄生という。マラリア原虫がその例である。

ただし、どこまでが外部でどこからが内部かには若干の議論がある。たとえばノミは明らかに外部寄生である。しかしスナノミの雌は一カ所に噛み付くと、そこから動かず、周辺部の皮膚が盛り上がって埋まってしまう。これは内部寄生といわれる場合もある。寄生性の双翅目幼虫には、傷口に潜り込んで尾を外に出すものがある。また、消化管の中に生息する寄生虫は内部寄生といわれるのが普通であるが、鼻腔内のものはどうか、軟体動物の外套膜内部はどちらか、など考えると困難である。厳密に言えば、内部寄生というのは体腔内に生息するものと細胞内寄生だけを含めるべきとの考えもある。

### 様式

#### 昆虫
まず、寄主を殺すものと殺さぬもので大別される。
- 寄生（parasite）:　ある生物から栄養分を吸収して共に生活を過ごし、寄生者が傷つけても寄主が死なないもの。片利共生との境界は必ずしも明瞭ではない。
- 捕食寄生(parasitoid): ある生物上で生活環の一部を過ごし、その結果として寄主を殺してしまうもの。捕食寄生の場合、寄生者の幼虫がすぐ寄主を殺さず、寄主が生育を続ける飼い殺し寄生(koinobiont)と（例：ニホンアソバラコマユバチなど）、寄生者の幼虫によって寄主がすぐに死に至る殺傷寄生（idiobiont）と言われる。(例：イサエアヒメコバチなど。)だが、境界が不明瞭なものも存在する。
- 労働寄生(cletoparasitism)： 他者の巣に侵入してため込んだ餌を横取りするもの。例：セイボウ科など。

寄主から発生する寄生者の数に違いがあり、さらに寄生者が寄主となる場合もある。
- 単寄生（solitary parasitism）: 一匹の寄主に一匹の寄生者が育つこと。例：ウスイロヒメバチ
- 多寄生(gregarious parasitism): 一匹の寄主から常に複数の寄生者が育つこと。例：アオムシサムライコマユバチ、キンウワバトビコバチ
- 過寄生(superparasitism): 一匹の寄主に複数の（同種の）寄生者が寄生すること。通常寄主内で競争が起こり、最終的に一匹のみが生き残る。
- 共寄生(multiple parasitism): 一匹の寄主に複数の種の寄生者が寄生すること。多くの場合種間競争が起こり、一種のみが生育を完了する。
- 高次寄生(重寄生)(hyperparasitism): 寄生者にさらに寄生すること。ハチ目で圧倒的に多い。例として、エゾカギバラバチがいる。同胞に寄生するものもおり、同胞寄生とよばれる。例：ツヤコバチ科など。

- アリの仲間には、別種のアリの巣に侵入して幼虫や蛹を略奪して巣に持ち帰り、働き蟻として奴隷化するものがある（サムライアリなど）。この場合、働き蟻の労働を搾取するわけで、つまり、社会性に基づく行動による利益を得ることから、このようなものを、社会寄生と言う。

#### 植物
- 植物には、植物に寄生するものが知られている。そのうち、ヤドリギは自分自身が緑の葉を持ち、光合成をしており、宿主に完全に依存しているわけではない、という意味で、半寄生植物と言われる。ネナシカズラなどは、完全に葉を失っているので、全寄生植物である。

#### 菌類
- 菌類の場合、植物に寄生するものなどで、宿主として生きた細胞がなければ生育できない絶対寄生菌と、必ずしも生きた細胞を必要とせず多くは容易に培養できる条件的寄生菌がある。前者にはサビキン、ウドンコキンなどが含まれ、これらは宿主の細胞内に吸器を差し入れて養分を吸収する。後者の場合は毒素などで宿主組織を部分的に殺して破壊しつつ、破壊された組織から腐生と同様に養分吸収を行う殺生を行うのが一般的である。
キノコの中には別の菌に寄生するものがあり、宿主が形を保っているものと、宿主が寄生菌の一部に取り込まれるものがある。前者の例としては、ツチダンゴ類に寄生するタンポタケ、ツチグリに寄生するタマノリイグチなどがある。後者の例としては、ハラタケ科のカブラマツタケ属 （Squamanita）（英語版）、ディソデルマ属（Dissoderma）があるが極めて稀である。

#### クモ類
- イソウロウグモというクモは、自力で網を張らず、大きな網を張るクモの網のすみに入り込んで、網の主が取らないような小さな虫を捕らえて食べるという（実際には諸説がある）。この例の場合、イソウロウグモは網の主から栄養分を奪ってはいないが、網の主による網の制作作業に依存して生活している。これを寄生と見なすこともできる。このような、宿主の作業や努力に寄生するようなやり方を労働寄生という。また、他者（宿主）が捕らえた餌を奪う、あるいは盗むものを特に盗み寄生という。この両者ははっきり区別できない。

#### 鳥類
- 鳥類において自分の卵を別種の巣に産み付けて育てさせるのを托卵というが、これも寄生の一つと言える。同様の例で口内飼育をするシクリッド類の卵に別の魚が卵を紛れ込ませて育てさせる例がある。

#### 魚類
- ミツクリエナガチョウチンアンコウ科は、小さな雄（矮雄）が大きな雌に食い付き、やがて一体化して精巣以外の器官は退化消失し、雌の付属器官状になってしまう[1]。脊椎動物では非常に珍しい、寄生性に適応した大規模な変態の事例である。

### 摂取物
- 宿主の体を摂取するもの：シラミは血を吸い、ハジラミは羽毛を食う。また、皮膚の一部を取るもの、体腔内で栄養を吸収するものなどがある。
- 宿主が摂取した餌を採るもの：消化管内で宿主が摂食、消化したものをとるものもある。消化管内に住む寄生虫（たとえばサナダムシなど）は大体これにあたる。宿主の老廃物や排泄物を摂取するものでは、必ずしも宿主に害を及ぼさず寄生とは言い難い場合もある。
- 宿主が摂取する予定のものをとる、というものもある。たとえば濾過摂食者の鰓に住み着いて微粒子を喰うとか、クモの網に住み着いて糸を喰うなどといったものである。ツチハンミョウの場合、真っ先に宿主のハチの卵を食ってしまうので、その意味では寄生とは言えないが、その後にハチの幼虫のための餌を食って育つ。これも労働寄生に含まれる。

### 生殖と「寄生」
寄生とは本来種間関係を表す用語だが、生体間の直接の栄養授受という意味で「雌の体の上に雄が寄生する」と表現することもある。深海性のアンコウ類には、雄が雌より極端に小さく、雌の体表に噛みつくような形で固定されているものがある。雄は小さい間に雌に出会うと、雌にとりついて、そのまま寄生生活にはいる。これは深海という個体数や生息密度の限られる環境下で、繁殖時の出会いの機会を確保するための適応と言われる。これらの中には、雄の体の循環系や消化器系といった器官が退化して、ほとんど雌の体と同化してしまうミツクリエナガチョウチンアンコウなどの種も存在する。他にも、寄生性の甲殻類やユムシ動物のボネリムシ、コケ植物の一部などにそのような例がある。このような雄を矮雄という。
また、胎生の動物においては胎児は母親の胎内にあって母親から栄養等の補給を受けているから、胎児は母親に寄生しているということもできる。同様な関係は種子植物の本体と配偶体の間にも成立する。

## 宿主への影響
寄生生物が宿主に体して与える影響には、さまざまなものがある。
基本的には、寄生者にとって、宿主の死は自分の生存を危険にさらすので、好ましいことではない。しかし宿主を死に至らしめる寄生生物も存在する。
寄生によって宿主が重大な病気や命に関わる被害を受ける場合がある。このような現象は、寄生者が微生物である場合が多い。それに対して、ある程度以上の大きさの寄生者は宿主にそれほどの損害を与えない場合が多い。これは寄生者にとって、宿主間の移動がその生活上で最も困難な部分であるためであろう。逆に、微生物の大きさであれば、宿主間の移動は空気感染や接触感染など比較的簡単であるから、宿主を殺すことは寄生者の生存にとってさほどの負担とならないのであろう。微生物が寄生者であり、その寄生によって宿主が生活上の負担を強いられる場合、その寄生者を病原体と呼ぶ。
微生物であっても、宿主の死はやはり危険なことに違いはない。したがって、宿主への被害は世代を経るうちに小さくなる例がある。梅毒はコロンブスが中央アメリカからヨーロッパへ持ち帰ったころは、数週間のうちに重症化して命にかかわったというが、現在では何年もかかって重症化するようになっている。
大型の寄生虫では、日本住血吸虫が宿主の命にかかわる例であるが、そのような例は他には多くない。フィラリアは犬の場合は致命的でありえる。人の場合は象皮病を引き起こす。これも宿主の生活上は大きな負担である。
特に、本来の宿主でない生物に寄生虫が迷入すると、寄生関係のバランスが崩れて寄生虫は生き延びても生活環を次の段階へ移行できなかったり、宿主に芽殖孤虫症やエキノコックス症など致死的な重篤疾患をしばしば引き起こす。エイズやエボラ出血熱など、新種のウイルス感染症も同様のことが当てはまる。
それ以外の大抵の寄生虫では、宿主にさほどの負担をかけない例が多い。サナダムシなど、体長が最大で10mに達するが、大抵の場合健康を害することはないと言う。人間に寄生する物でも、精々肛門から同生物が出てきた際に精神的なショックを受ける程度で、食糧難の時代には栄養摂取を阻害するとされていたが、現代日本の食糧事情では無視出来る範疇とも、中にはダイエットとして意図的に寄生させる人もいる程である（種類によっては害のあるものも確認されているため、そのような方法は勧められない）。
昆虫が植物に寄生する場合、植物組織が異常に成長してこぶを作る場合がある。このようなものを虫えい（虫こぶ、gall）と呼び、原因昆虫の食料および生育の場となっている。菌類が寄生してこぶ（菌えい）が生じたり枝葉が異常成長する（天狗巣）例もある。

### 寄生と行動様式などの変化
寄生者が宿主に働きかけて、特殊な行動を取らせる例がある。
吸虫類のロイコクロリディウム(Leucochloridium)である。この寄生虫は成虫の宿主は小鳥であるが、幼生はオカモノアラガイという陸産貝類に寄生する。貝の中で幼生が成熟すると、幼生は貝の目に移動する。そうすると、貝の目の柄は大きく膨らみ、その中で幼生が動くと幼生の縞模様が派手に動いて見える。オカモノアラガイは普段は物陰に隠れているのに、このときは葉の表に出てくる。それによって幼虫の姿が鳥の目につき、鳥がやってきて目をつつくと、幼虫が飛び出し、それを鳥が食べることで鳥の体内に侵入する。
植物でも、ヤッコソウはスダジイの根に内部寄生するが、寄生された根は地表付近に出て広がり、そのためヤッコソウの花が地上に出やすくなる。
フクロムシの場合、寄生されたカニ等の甲殻類は雄であっても雌化する。すなわち、胸部に折れ曲がった腹部が幅広くなり、卵をここに抱える雌と同じ形になる。フクロムシの虫体はカニが抱卵する時に卵の入る場所に発達するので、このことは、カニに対してフクロムシの虫体が卵塊であるようにカニに錯覚させ、カニに卵塊を守る行動を取らせるための操作である可能性が示唆されている。
ハリガネムシは宿主を水辺へ向かうように誘導し、水の中で体外に出る。ハリガネムシは宿主の生殖機能を喪失させる、脳に影響を与えるタンパク質を注入する、水辺への誘導には寄生したカマキリの偏光を識別できる視覚を利用するなど、宿主の改変と能力の利用を行っている。

## そのほか
寄生者は必ずしも栄養などを収奪するだけの存在ではなく、宿主にいくらかの利益をもたらす場合がある。例として、ヒトの寄生虫であるサナダムシは、腸内に留まり、経口摂取した栄養を奪うだけの存在だが、同時にこの「異物の存在」が免疫系を刺激し、健全な体機能の維持に役立つという研究例もあり、この場合においてヒトとサナダムシの関係は寄生か共生かと云う点で議論の的になり得る。
また、寄生生物が生活状態の細胞組織に侵蝕を行える機能を、アブラムシ等の口器から植物の篩管液を単体抽出したり、ウイルスのもつ細胞遺伝子の書き換え能力を遺伝子操作への応用などで人為的活用が行われている。
固着性の動物には、動物体表面に付着するものがある。これは当然単なる付着であるが、中には固定のために根状の構造を動物体内に侵入させるものがある。これが寄生生活への一つの経路とも言われる。
腐生植物はかつては死物寄生を行っているとされ、植物遺体に寄生すると見なされたが、寄生という概念は多く生物間相互作用を指すものであるため、この用語は現在ではあまり一般的ではない。その後は腐生植物という用語が使われたが、これらの植物は直接的には菌根菌から栄養を得ていること、および菌根菌は必ずしも腐生性ではないことから菌従属栄養植物と呼ぶ方が正確である。これらの植物は栄養的には菌類に寄生している。
特にラン科では菌寄生性にさまざまな発達が見られ、同科の種子は生育に必要な栄養分をまったく持っておらず、少なくとも生育初期段階には菌根に寄生していると言える（ムヨウラン類はこれをさらに推し進め完全な腐生性に移行したものと考えられる）。生育後は十分な光合成能力を持つと考えられるランでも、移植すると枯死してしまう、原生地以外の土壌では栽培できないものが知られており、こうした種は原生地の別の植物と共に育てることが可能という例もあり、他の植物と菌根の共生系に何らかの形で寄生的に依存しているものと考えられる。
菌類において、生きた生物から直接栄養を得ているものは寄生性菌類と呼ばれる。また、ワムシや線虫などの動物を捕食するものもある。例えば食用きのこであるヒラタケも線虫捕食能を持つ。接合菌綱トリモチカビ目の捕食性菌類は、基質上の菌糸の上で小動物を捕らえ、そこから栄養を吸収して生活している。ところがこのグループには、そのような小動物を宿主としてその体内だけに菌糸体を発達させる寄生性のものも含まれ、捕食と寄生の接点の一つと考えられている。
白癬菌（水虫）は、生きた動物の角質を侵蝕する寄生菌だが、不活生な死細胞組織を分解吸収しているに過ぎず、腐生菌との区別は曖昧なところもある。